# Tawria
Tawria (lit. Taurija; pol. hist. Taurja, Tauria, Taurya, Tawrya) – wieś na Litwie, w okręgu wileńskim, w rejonie wileńskim, w gminie Mickuny, nad Wilejką. 
Leży na terenie Wilejskiego Rezerwatu Hydrograficznego.

## Historia
Pod zaborami wieś i zaścianek; w II Rzeczypospolitej dwie wsie Tawria I i Tawria II. W XIX i w początkach XX w. położona była w Rosji, w guberni wileńskiej, w powiecie wileńskim, w gminie Mickuny. Po I wojnie światowej pod administracją polską, w Zarządzie Cywilnym Ziem Wschodnich. W latach 1920–1922 w składzie Litwy Środkowej.
Od 11 kwietnia 1922 leżała w Polsce, w województwie wileńskim, w powiecie wileńsko-trockim, w gminie Mickuny. W 1931 miejscowość liczyła:
- Tawria I – 74 mieszkańców, zamieszkałych w 11 budynkach,
- Tawria II – 69 mieszkańców, zamieszkałych w 12 budynkach[3].

Po II wojnie światowej w granicach Związku Sowieckiego. Od 1991 na niepodległej Litwie.